# Référendum lituanien de 2008
 (août 2025).

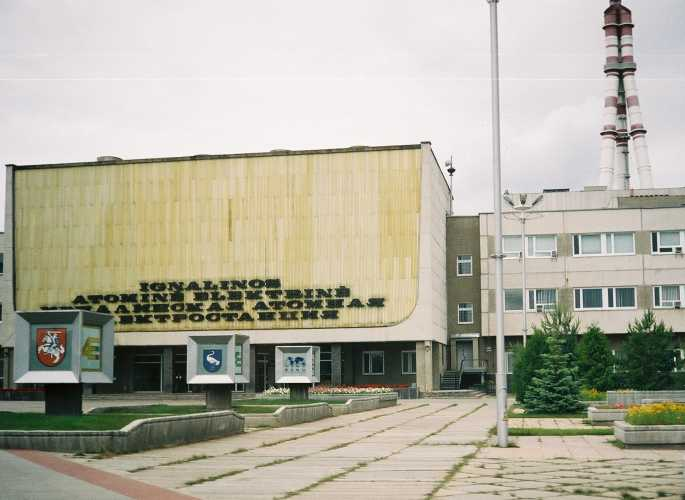
Centrale nucléaire d'Ignalina, visé par le référendum lituanien de 2008

Le référendum lituanien de 2008 est un référendum ayant eu lieu le 12 octobre 2008 en Lituanie. Il vise prolonger l'exploitation de la centrale nucléaire d'Ignalina. Il a eu une participation de 48,44 %. Il a été approuvé par 88,58 %[réf. nécessaire] des votants, soit 42,9 % des inscrits, mais le quorum pour la validation du vote était de 50 % des inscrits et le référendum a donc été rejeté.